# دهستان جایدر
جایدر، دهستانی از توابع بخش مرکزی شهرستان پلدختر در استان لرستان ایران است.

## جمعیت
براساس سرشماری سال ۱۳۹۵ جمعیت آن ۱۰٬۸۰۳ نفر (۳٬۰۹۳ خانوار) بوده‌است. طوایف کرم‌وند و هفت تخم ایل جودکی از ساکنان این دهستان هستند.